# Miss California Teen USA

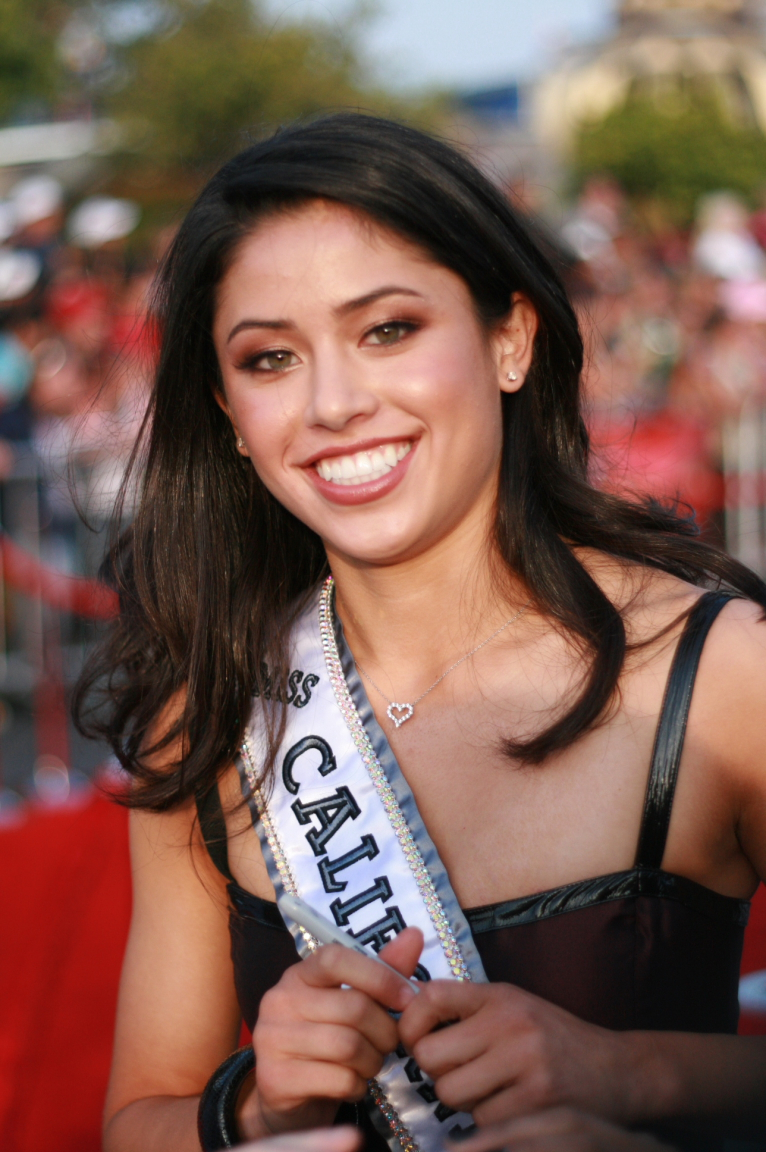
Kylee Lin, Miss California Teen USA 2007, en la premier de la película Piratas del Caribe: en el fin del mundo.

La competencia de  Miss California Teen USA  es el certamen que representa a la candidata de California en el certamen de Miss Teen USA. Este certamen es parte de la Organización Miss Universo, operada por Donald Trump
Históricamente, California ha sido el sexto estado más exitoso en Miss Teen USA .  También ostenta el quinto más alto puesto en cuanto a número de semifinalistas refiere. .
La Miss California Teen USA más exitosa fue Shauna Gambill, que ganó la corona de Miss Teen USA.  Después ella se convirtió en la única californiana teen en obtener la corona de Miss California USA.  En Miss USA 1998, Gambill quedó como primera finalista de Shawnae Jebbia de Massachusetts, en lo que se consideró como en uno de los certámenes más reñidos en los últimos años. Después ella fue nombrada como Miss Mundo USA 1998 y quedó como semifinalista en el certamen de Miss Mundo 1998.
En los años 1980, el certamen era dirigido por Richard Guy y Rex Holt, que también supervisaba los certámenes de Miss California USA, Miss Texas USA y Miss Texas Teen USA.  Ellos perdieron el contrato en 1990, cuando tenían que renovarlo. El certamen luego fue dirigido por Carolee Munger, y actualmente es dirigido por K2 Productions.  Al principio K2 Productions era dirigido por la ex Miss Teen USA 1995 Keylee Sue Sanders y Keith Lewis.  Sin embargo, ahora K2 Productions está dirigido por Keith y la ex Miss New Mexico Teen USA 1988 y Miss New Mexico USA 1994 Jill Vasquez Foley.  Jill quedó en el Top 10 en Miss Teen USA 1988.  Durante la "era Munger", el certamen era hecho en Fresno a principios de septiembre, pero después de que K2 Productions tomara el certamen estatal de 2006, pasó a hacerse en Palm Springs y en el evento de 2007 fue hecho en San Rafael.
El sistema usado en Miss California Teen USA funciona como varios certámenes de Miss Teen USA a nivel local, que luego pasan al certamen estatal de Miss California Teen USA, pero luego fueron reemplazados por eventos no oficiales. Las ganadoras de los certámenes locales competían contras otras candidatas en el certamen estatal.
En los últimos años, las ganadoras de Miss California Teen USA han sido invitadas a las alfombras rojas para las premier de películas, como para Santa Clause 3 que fue Kylee Lin, y en la película She's the Man, por Jessica Powell.

## Resultados de la preliminar

### Clasificación
- Miss Teen USA: Shauna Gene Gambill (1994)
- Primera finalista: Jennifer Morgan (2002)
- Segunda finalista: Michelle Kathlene Cardamon (1996)
- Tercera finalista: Stephanie Brink (2005)
- Top 6: Natasha Allas (1992)
- Top 10: Shawn Gardner (1983), Angi Aylor (1987), Casey McClain (2001)
- Top 12: Trisha Robey (1990), Kellie Foster-Moore (1995)
- Top 15: Taylor Atkins (2008)

### Premios
- Mejor traje estatal: Alison Moreno (1988)
- Miss Fotogenica: Angi Aylor (1987)
- Mejor traje de baño: Natasha Allas (1992)

## Ganadoras
| Año  | Nombre              | Ciudad      | Edad1 | Lugar en Miss Teen USA | Premios especiales en Miss Teen USA | Notas |
| ---- | ------------------- | ----------- | ----- | ---------------------- | ----------------------------------- | --- |
| 2010 | Emma Baker          | Poway       | 18    | 2.ª finalista          |                                     | |
| 2009 | Chelsea Gilligan    | Beaumont    | 17    |                        |                                     | |
| 2008 | Taylor Atkins       | Piru        | 17    | Top 15                 |                                     | |
| 2007 | Kylee Lin           | San Rafael  | 16    |                        |                                     | |
| 2006 | Jessica Powell      | Barstow     | 18    |                        |                                     | |
| 2005 | Stephanie Brink     | Bellflower  | 18    | 4.ª finalista          |                                     | |
| 2004 | Stacey Beltran      | Oxnard      | 18    |                        |                                     | Miss California Teen International 2005                                                                                               |
| 2003 | Shannon Byrne       | Vacaville   | 18    |                        |                                     | |
| 2002 | Jennifer Morgan     | El Cajón    |       | 1.ª finalista          |                                     | |
| 2001 | Casey McClain       |             |       | Semifinalista          |                                     | |
| 2000 | Alexandra Thompson  | Vacaville   |       |                        |                                     | |
| 1999 | Marianne Kennedy    | Long Beach  | 17    |                        |                                     | |
| 1998 | Amanda O'Leary      | Fullerton   | 19    |                        |                                     | |
| 1997 | Kimberly Gloudemans | Bakersfield |       |                        |                                     | |
| 1996 | Michelle Cardamon   | San Diego   | 18    | 2.ª finalista          |                                     | 1.ª finalista en Miss California USA 2001                                                                                             |
| 1995 | Kellie Foster-Moore | Fresno      |       | Semifinalista          |                                     | |
| 1994 | Shauna Gambill      | Acton       |       | Miss Teen USA          |                                     | Después como Miss California USA 1998, 1.ª finalista en Miss USA 1998 Representó a los Estados Unidos en Miss Mundo 1998 (Top 10).    |
| 1993 | Stefanie Sweeney    | El Dorado   |       |                        |                                     | |
| 1992 | Natasha Allas       | Los Ángeles | 18    | Finalista              |                                     | Después como Miss Mundo USA 1999, semifinalista en Miss Mundo 1999                                                                    |
| 1991 | Jolene Fulkner      | Yorba Linda | 14    |                        |                                     | Miss California Teen USA, la más joven                                                                                                |
| 1990 | Trisha Robey        |             |       | Semifinalista          |                                     | |
| 1989 | Michealean Bonilla  |             |       |                        |                                     | |
| 1988 | Alison Moreno       | El Toro     |       |                        | Mejor traje estatal                 | Descalificada después de competir en el certamen nacional y salirse de su habitación sin su chaperona, considerado contra las reglas. |
| 1987 | Angi Aylor          | El Toro     | 14    | Semifinalista (6.ª)    | Miss Fotogenica (tie)               | 2.ª finalista en Miss Mundo USA 1994                                                                                                  |
| 1986 | Michelle Lowell     | Ontario     |       |                        |                                     | |
| 1985 | Sharon Gunther      | Clovis      |       |                        |                                     | |
| 1984 | Jodie Álvarez       | San Pedro   |       |                        |                                     | |
| 1983 | Shawn Gardner       | Modesto     |       | Semifinalista          |                                     | |

1 Edad durante el tiempo del certamen de Miss Teen USA